# Louis Bertorelle
Louis Bertorelle, né le 5 août 1932 à Saint-Juéry (Tarn) et décédé le 27 février 2012 à Seilh, est un joueur français de basket-ball, évoluant au poste d'ailier.

## Biographie
Louis Bertorelle commence sa carrière au Saint-Juéry Olympique en 1948. Découvert et formé par Joë Jaunay, il rejoint la JS Caraman en 1951 où il reste cinq saisons. Sous son égide, il développe et devient l'ambassadeur du tir en suspension (ou jump shot). Avec son bras roulé légendaire, il fait les beaux jours de Toulouse. Joueur technique, adroit, son tir est redouté de ses adversaires.
Il évolue une saison sous les couleurs du CEP Lorient en 1956 avant de revenir au JS Caraman en 1957. De 1958 à 1971, il joue au RCM Toulouse. Aidé de son jump shot et de son bras roulé légendaire, il marque 3 060 points en Championnat de France de basket-ball. Avant de mettre un terme à sa carrière, il réalise ce qu'il appelait son rêve secret en jouant l'espace de quelques matchs en Nationale 2 au côté son fils, Francis Bertorelle.
Il joue pour l'équipe de France de 1952 à 1960, participant à un championnat du monde, à deux championnats d'Europe et aux Jeux olympiques d'été de 1960. Son plus grand regret sportif reste l'impossibilité de participer aux JO de Melbourne 4 ans plus tôt à cause d'une blessure alors qu'il est au sommet de son art. La France termine quatrième alors qu'elle est privée d'un de ses meilleurs marqueurs.
À la fin de sa carrière sportive, il ne quitte pas le monde du basket-ball. Il entraîne quelques équipes, découvre de jeunes talents comme Christophe Soulé et suit de près le club de Toulouse, qui deviendra RCT puis Spacer's. Son neveu, Cédric Bertorelle, fait un passage par le club de la ville rose à sa sortie de l'INSEP.
Le basket-ball demeure présent tout au long de sa vie. Toujours en train d'éplucher son actualité, il suivra le championnat de Pro A et l'équipe de France jusqu'à la fin. Il meurt à son domicile de Seilh, le 27 février 2012 à l'âge de 79 ans.

## Palmarès
Équipe de France
- 63 sélections entre 1952 et 1960[1]
- Jeux olympiques
  - 10e en 1960 à Rome
- Championnat du monde
  - 4e en 1954
- Championnat d'Europe
  - 9e en 1955
  - 8e en 1957

Distinctions individuelles
- Élu membre de l'Académie du basket-ball français en 2008
- Médaille de bronze de la jeunesse et des sports en 2005
- Médaille d'or de la Fédération française de basketball en 1999